# Clistoabdominalis angelikae
Clistoabdominalis angelikae är en tvåvingeart som beskrevs av Skevington 2001. Clistoabdominalis angelikae ingår i släktet Clistoabdominalis och familjen ögonflugor. Inga underarter finns listade i Catalogue of Life.